# Bossa nova baby
Bossa nova baby es una canción grabada por Elvis Presley el 22 de enero de 1963 en Radio Recorders en Hollywood, California como parte de la banda sonora de la película de 1963 Fun in Acapulco (El ídolo de Acapulco).  Fue lanzado como sencillo ese año y alcanzó el top diez en Estados Unidos. Fue escrita por Jerry Leiber y Mike Stoller.

## Antecedentes
La canción fue escrita por el dúo de compositores Jerry Leiber y Mike Stoller. La canción fue entregada inicialmente a Tippie and the Clovers, quienes grabaron y lanzaron la canción en el propio sello de Leiber y Stoller, Tiger Records, en 1962. Fue grabada con ritmo de samba y un gancho de farfisa con un arreglo de Alan Lorber.  
Sin embargo, esta versión fracasó y no llegó a las listas. 
Elvis Presley grabó la canción para la película Fun in Acapulco de 1963, a pesar de que la canción tiene poco que ver con Acapulco. En cuanto a la bossa nova en si, la versión de Elvis Presley contenía una mezcla de este estilo con rock and roll con un preponderante riff de órgano, guitarra eléctrica y un acompañamiento mariachi.
La canción alcanzó el número ocho en la lista pop Billboard Hot 100  y el número 20 en la lista Billboard R&B Singles en 1963.  También alcanzó el puesto 13 en las listas del Reino Unido. La grabación de Elvis apareció en la versión de 1997 del álbum recopilatorio de 1968 Elvis' Gold Records Volumen 4 como pista extra. La canción de Elvis RCA Victor apareció en la película de comedia romántica de 2011 Amigos con derechos, protagonizada por Natalie Portman y Ashton Kutcher. En 2010, se lanzó una versión remix de Viva Elvis: El Album.

## Músicos
- Elvis Presley – voz
- The Jordanaires – coros
- Los Amigos – coros
- Tony Terran – trompeta
- Rudolph Loera – trompeta
- Scotty Moore – guitarra eléctrica
- Barney Kessel – guitarra acústica
- Tiny Timbrell – guitarra acústica y mandolina
- Dudley Brooks – piano
- Ray Siegel – contrabajo
- Emil Radocchi –  percusión
- D. J. Fontana – batería
- Hal Blaine – batería

## Charts
| Charts de 1963                       | Posición alcanzada |
| ------------------------------------ | ------------------ |
| GfK Entertaiment - Alemania          | 12                 |
| Bélgica (Ultratop 50 Flanders)       | 2                  |
| Bélgica (Ultratop 50 Wallonia)       | 21                 |
| Holanda (Single Top 100)             | 8                  |
| Noruega (VG-lista)                   | 2                  |
| UK Singles (OCC)                     | 13                 |
| US Hot R&B/Hip-Hop Songs (Billboard) | 8                  |
| US Billboard Hot 100                 | 12                 |